# Kurfürstliche Regierungskanzlei (Amberg)

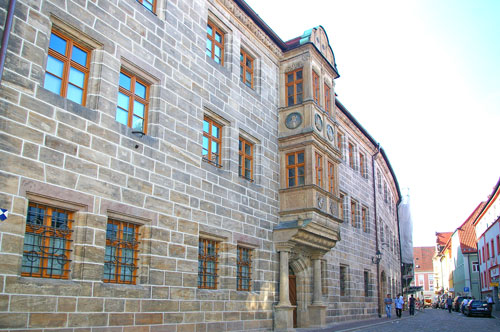
Ehemalige Regierungskanzlei

Die ehemalige kurfürstliche Regierungskanzlei in Amberg stellt ein bedeutendes Bauwerk der Renaissance dar und beheimatet heute das Landgericht Amberg.
Der Gebäudekomplex umfasst sieben Gebäude, die in verschiedenen Bauphasen errichtet und durch mehrere Umbauten zusammengefügt wurden.

## Geschichte
Der Bau wurde zur Trennung von Hofhaltung und Verwaltung im Auftrag Friedrichs II., Kurfürst von der Pfalz 1544 begonnen und dürfte bereits im Jahr 1547 fertiggestellt worden sein. 1601 wurde die Anlage durch den polygonen Treppenturm im Hof ergänzt, 1768 mit dem Bau des Nordflügels begonnen. Dabei fanden die Steine des abgebrochenen Nordflügels des kurfürstlichen Schlosses Verwendung. Dort befand sich zuvor die Kanzlei.

## Architektur
Die Anlage des 16. Jahrhunderts zeigt sich als traufseitiger, dreigeschossiger Quaderbau. Aufmerksamkeit zieht vor allem ein zweigeschossiger Erker über dem Straßenportal auf sich. In den Fensterbrüstungen sind im ersten Stock die Wappen der Kurpfalz und des Königreichs Dänemark, im zweiten die Porträts Friedrichs II. und seiner Gemahlin Dorothea von Dänemark angebracht, an den Schmalseiten wohl die Porträts der Neffen Ottheinrich und Philipp der Streitbare.
In der Torhalle mit spätgotischen Netzgewölben und seitlichen Renaissanceportalen ist der „Amberger Schuh“, das gültige Normalmaß dieser Zeit, angebracht. Die Räume in den Obergeschossen besaßen Balkenbohlendecken, die mit Ausnahme des Erkerzimmers im ersten Stock im Zuge der Barockisierung überputzt wurden. Ein Raum in der Südostecke des ersten Obergeschosses weist ein weit herabgezogenes spätgotisches Schlinggewölbe auf, im Gang befindet sich ein offener Kamin von 1547 mit Halbfiguren der personifizierten göttlichen Tugenden und der antiken Kardinaltugenden.
Die Regierungskanzlei wurde 1597 bis 1598 durch den kurfürstlichen Statthalter Christian von Anhalt nach Norden erweitert. Der in der Amberger Region tätige Hofbaumeister Wolfgang Dientzenhofer errichtete 1698 im Süden das ehemalige Rentkammer- oder Hofkammergebäude (Rentamt Amberg). In der 2. Hälfte des 18. Jahrhunderts wurden die vorhandenen Gebäude durch einen großen barocken Erweiterungsbau ergänzt, einem dreigeschossigen Putzbau, der sich optisch der ursprünglichen Anlage anpasst.